# Polymerius chilensis
Polymerius chilensis is een keversoort uit de familie Rhipiceridae. De wetenschappelijke naam van de soort is voor het eerst geldig gepubliceerd in 1834 door Laporte.